# 巴斯爾裙襯

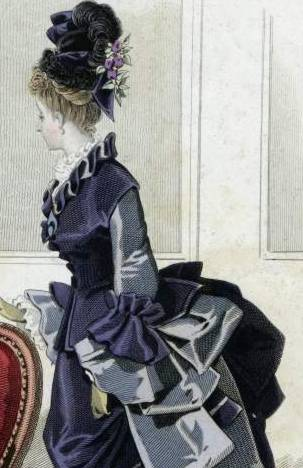
1873年的巴斯爾裙襯穿著效果。

巴斯爾裙襯是一種流行於19世紀後期，大約1869年至1889年期間的西方女子裙撐樣式。這種裙撐由克里諾林裙襯發展而來，並從1870年代開始逐漸取代克里諾林裙襯。其穿著在裙內腰部以下，使後臀凸起，外套的裙子也在臀部添加大量布料織物作裝飾，使整個臀部位置形成上翹的高挺視覺效果，如同假臀部。

## 畫廊

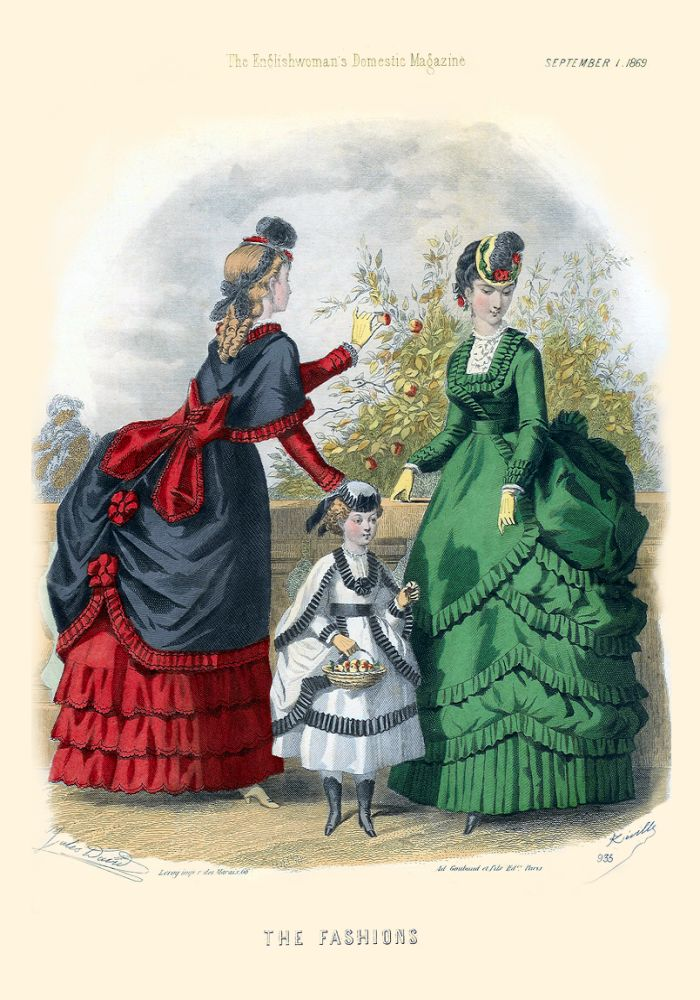
1869年的英國時裝雜誌上著早期巴斯爾裙襯的女子
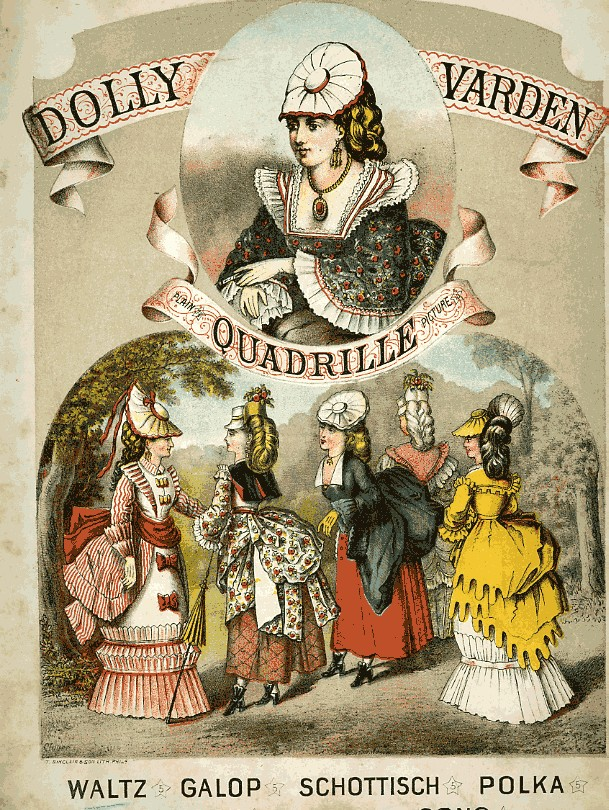
1872年的巴斯爾裙襯
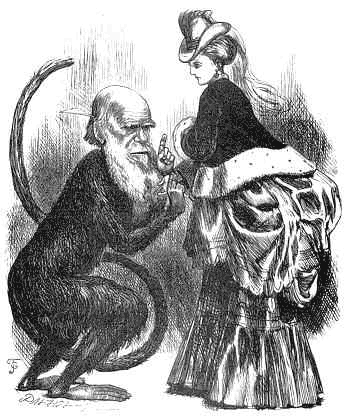
關於巴斯爾裙襯的漫畫 (1872年)
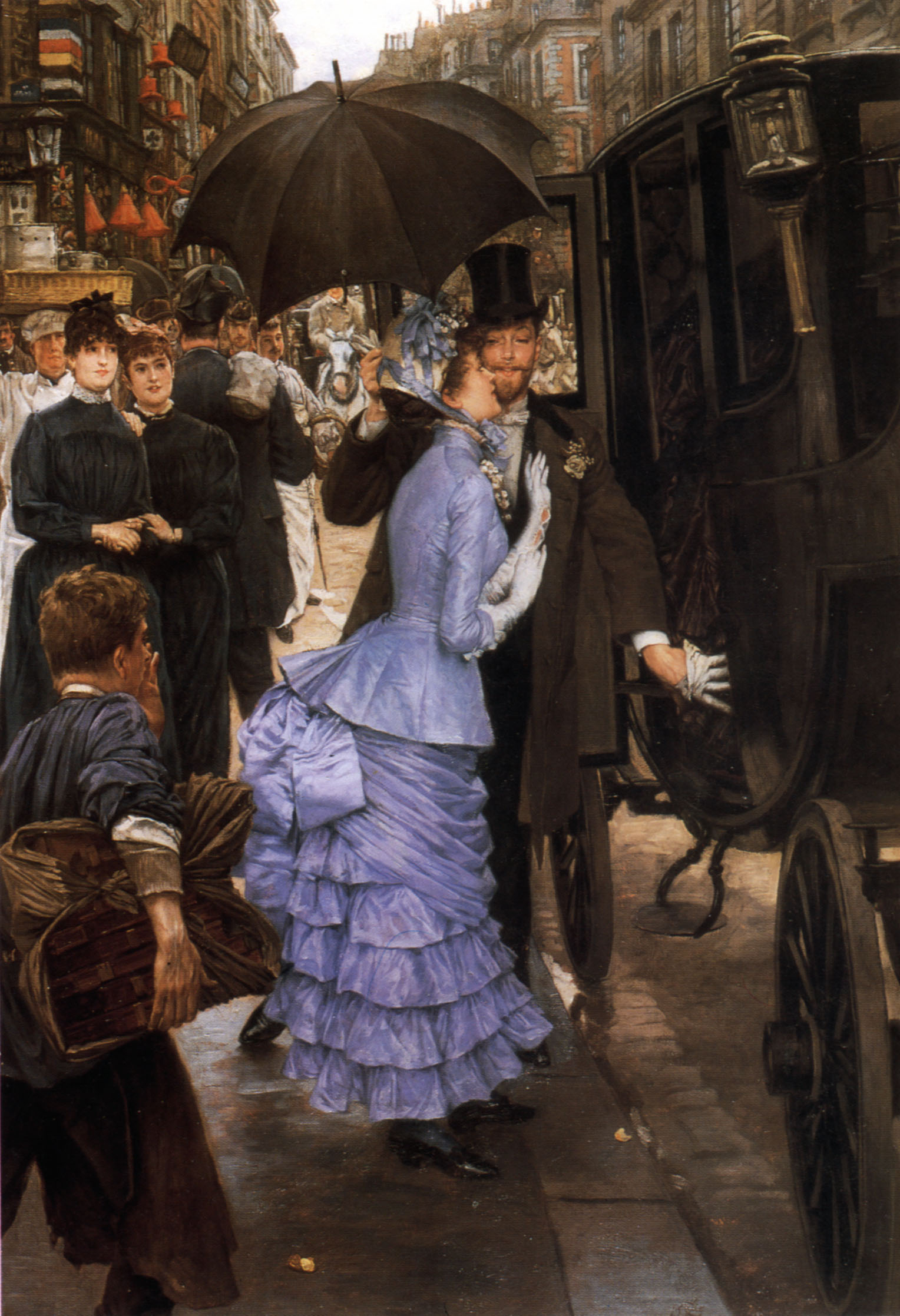
1883-1885年間的巴斯爾裙襯
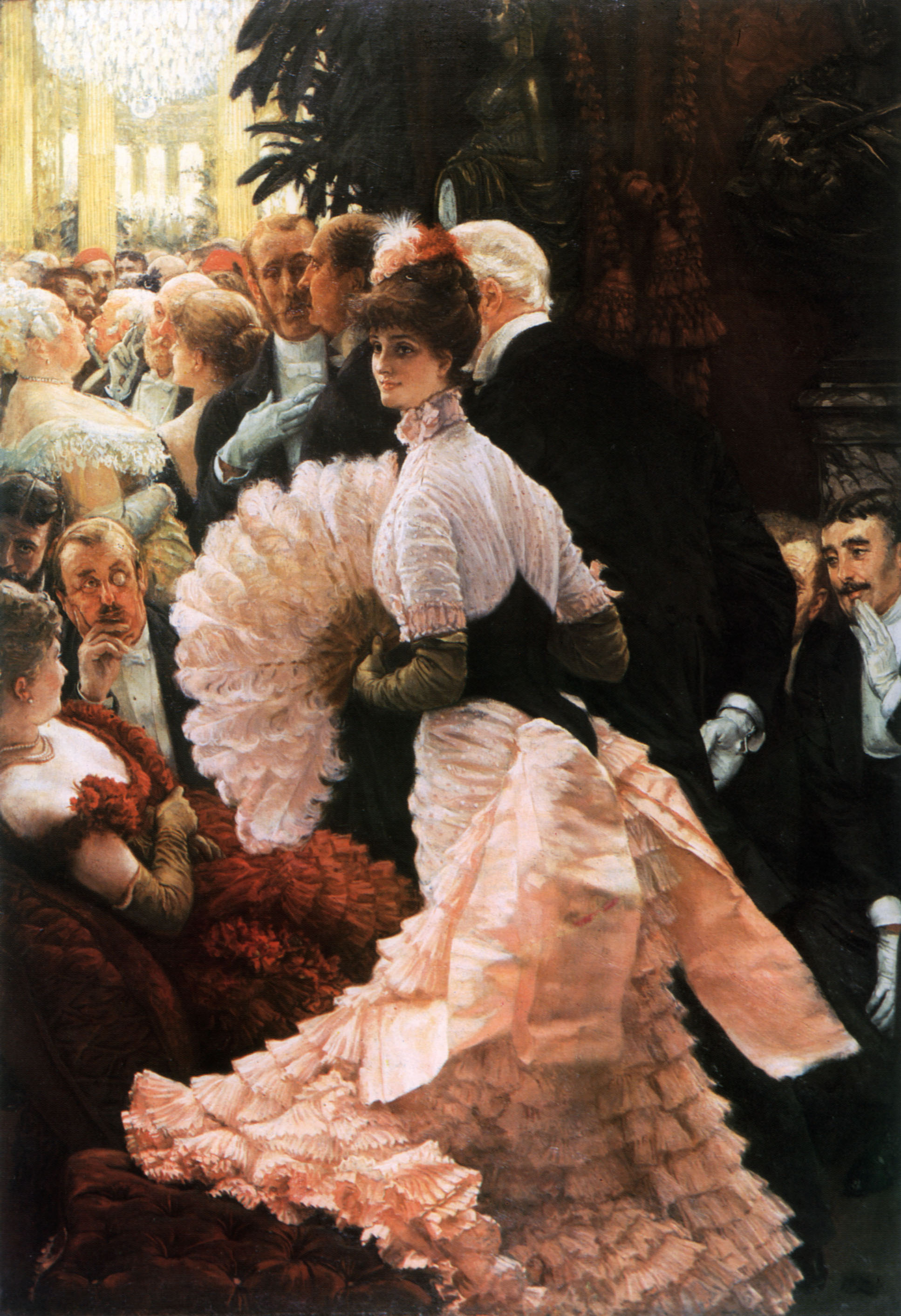
1883-1885年間的巴斯爾裙襯
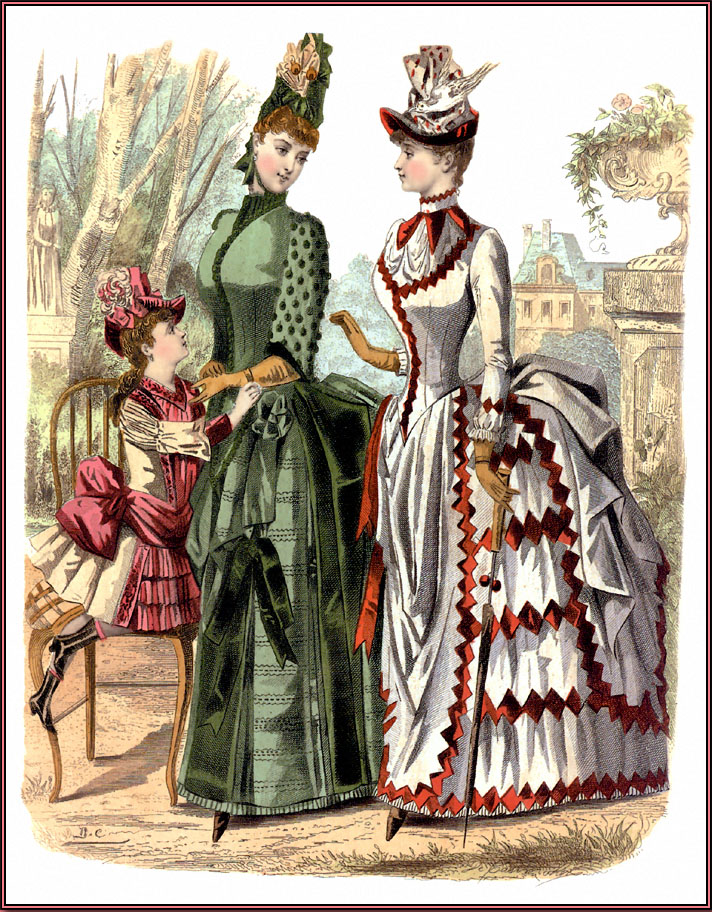
1885年的巴斯爾裙襯
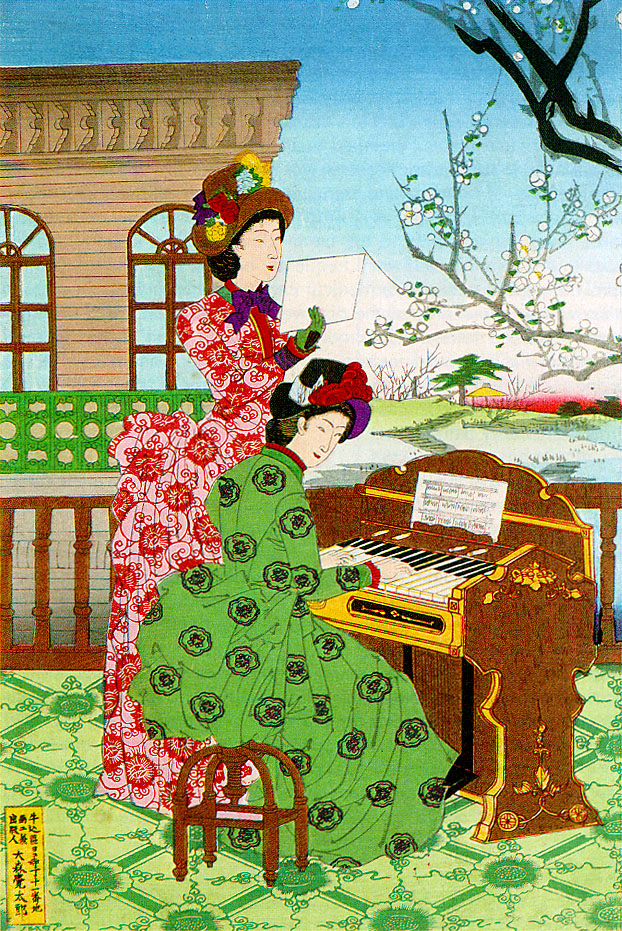
著巴斯爾裙襯的日本女子 (1887年)
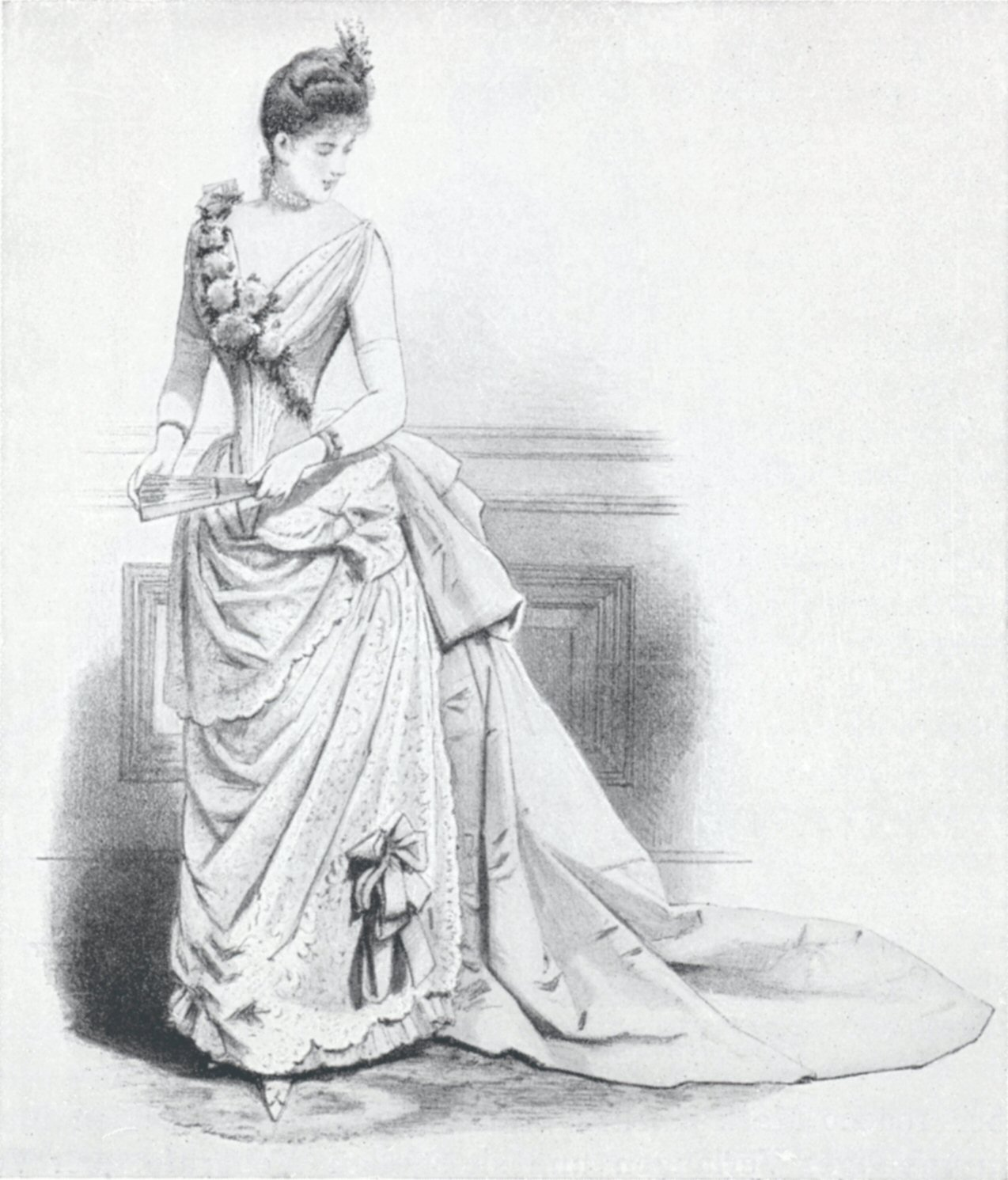
1888年的巴斯爾裙襯